# Anua dargei
Anua dargei är en fjärilsart som beskrevs av François Louis Nompar de Caumont de Laporte 1977. Anua dargei ingår i släktet Anua och familjen nattflyn. Inga underarter finns listade i Catalogue of Life.